# アヴニッラー級装甲艦
アヴニッラー級装甲艦 (Avnillah class Ironclad, トルコ語: Avnillah) はオスマン帝国海軍の装甲艦 (装甲コルベット, Zırhlı korvet)の艦級である。

## 概要
本級はオスマン帝国海軍が自国の沿岸防衛のためにイギリスのテムズ造船所に発注した装甲艦で2隻が発注された。

## 艦形と武装配置

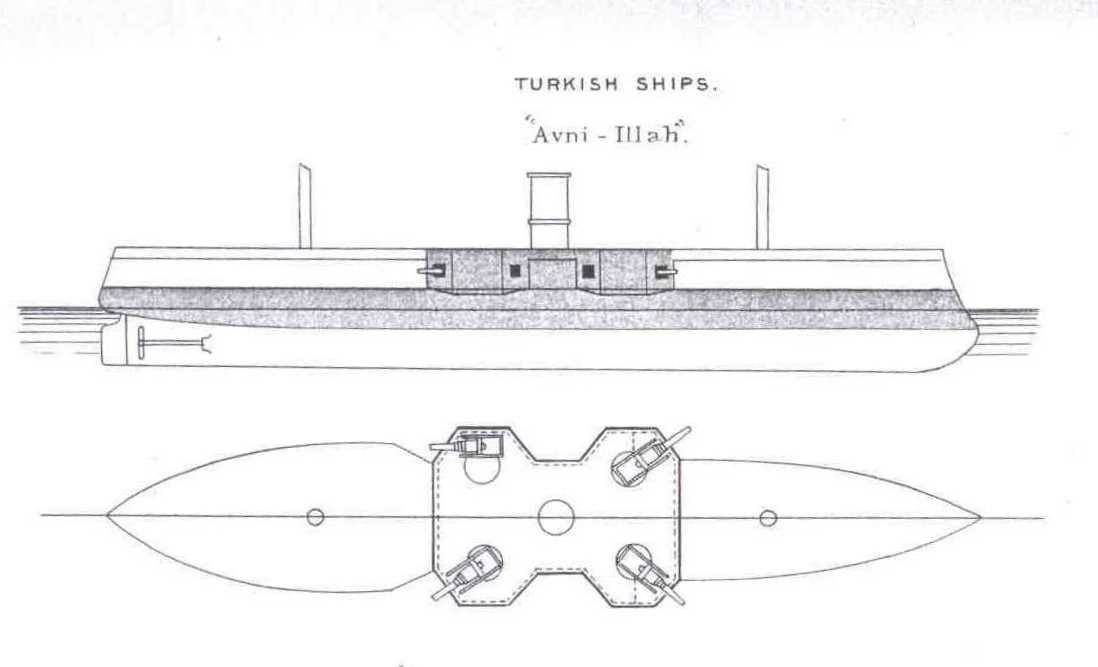
本級の武装・装甲配置。

本級の船体の基本形状は列強の装甲艦と同じく艦首水面下に衝角をもつ平甲板型船体に2本の帆走用マストの間に1本煙突を持つ当時の一般的な装甲艦の形態である。船体中央部の砲郭（ケースメイト）部には主砲としてイギリスのアームストロング社製「「1849年型 22.9cm（13.9口径）ライフル砲」を単装砲架で片舷2基ずつ計4基を配置していた。

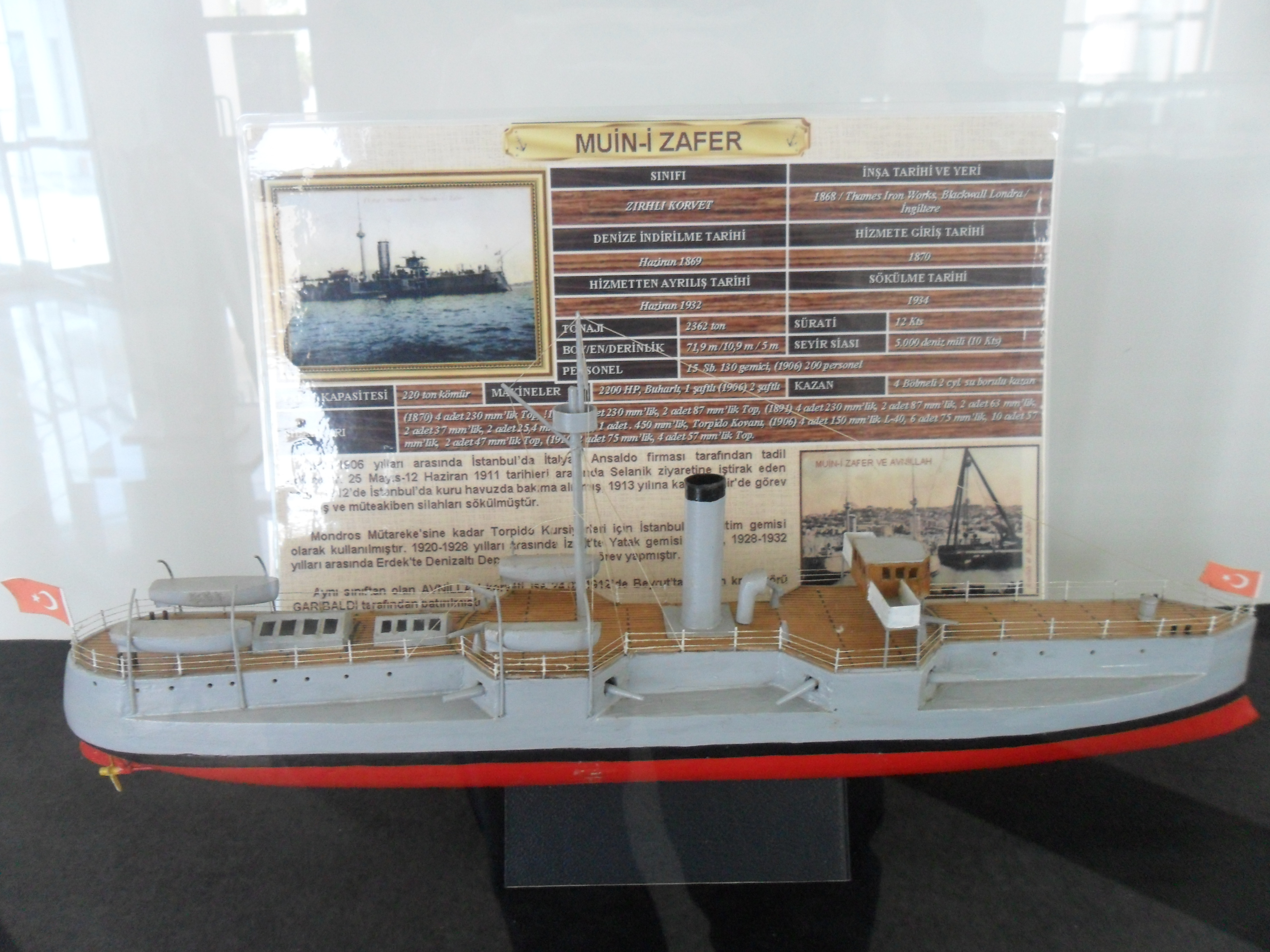
近代化改装後の「ムイーニ･ザフェル」の模型。独特な砲室の形状がよく判る写真。

少ない門数で射界を広く取るために本級の砲郭部は上部から見て、二個の八角形を前後に組み合わせたかのような複雑な形状となっており、舷側部で斜めになっている箇所に砲門を開け、片舷4箇所ずつ計8箇所の砲門が開けられた。主砲の砲架は床面に扇状に埋め込まれたレール上を移動することにより広い射界を得ており、敵対位置により自在に砲門を選べた。本級の装甲は水線部に厚さ152mm装甲を貼り、砲郭部と機関区と弾薬庫を守るボックス･シタデルには127mmの装甲板を舷側に貼っていた。

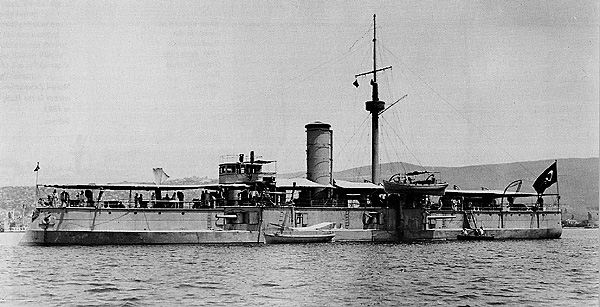
近代化改装後の「ムイーニ･ザフェル」。

本級2隻は1900年代にイタリアで近代化改装を受けており、旧来の武装は全て撤去され、22.9cmライフル砲の代わりに新たな主砲として「アームストロング 15cm（40口径）速射砲」を砲郭部内に片舷2基ずつの計4基を、近接戦闘用に甲板上に「アームストロング 7.62cm（40口径）速射砲」を単装砲架で6基、「オチキス 5.7cm（43口径）速射砲」を単装砲架で10基を配置された。
老朽化したボイラーを整備した際に帆走設備は全て撤去され、甲板上の構成は基部に司令塔を持つ箱型艦橋、1本煙突、マストは見張り所に4.7cm単装機砲2基を配置するミリタリー･マスト1本の構成となり、艦載艇は後部甲板上に配置され、2本1組のボート･ダビッドが艦尾部に設けられた片舷2組の計4組により運用されて外見上は装甲巡洋艦の様になった。

## 同型艦
- アヴニッラー (Avnillah) (神の支援)

1868年にテムズ造船所にて起工、1869年進水、1870年竣工。1903年～1905年にイタリアで近代化改装実施。伊土戦争中の1912年2月24日にベイルートにてイタリア海軍のジュゼッペ･ガリバルディ級「ジュゼッペ・ガリバルディ 」、「フランチェスコ・フェルッキオ」の攻撃により沈没。

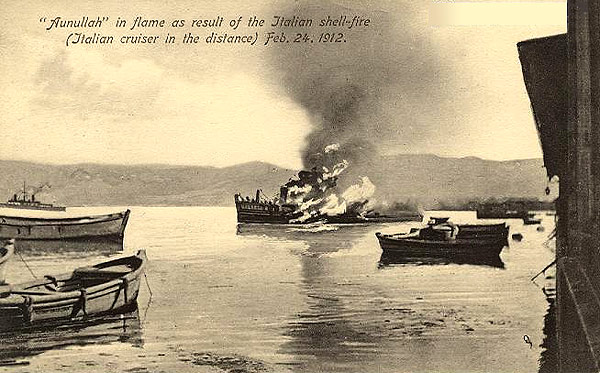
伊土戦争で撃沈された「アヴニッラー」。

- ムイーニ･ザフェル (Mu'în-i Zafer) (勝利の援助)

1868年にテムズ造船所にて起工、1869年進水、1870竣工、1905年～1907年にイタリアで近代化改装実施。1922年に除籍後に潜水艦母艦として使用。1932年解体処分。

## 参考図書
- 「Conway All The World's Fightingships 1860-1905」（Conway）
- 「世界史リブレット　小松香織著　オスマン帝国の近代と海軍」(山川出版社)2004年2月出版
- 「山川歴史モノグラフ　小松香織著　オスマン帝国の海運と海軍」(山川出版社)2002年11月出版